# Carmen Miranda
Carmen Miranda (9 de febrer de 1909 - 5 d'agost de 1955); nascuda Maria do Carmo Miranda da Cunha, fou una cantant de samba i actriu brasilera nascuda a Portugal, activa especialment a partir del 1940. Famosa per promoure el Brasil a tot el món, fou una estrella a Broadway, ja que va aconseguir un dels sous més alts pagats a un artista de Hollywood i a una dona als Estats Units.

## Biografia

### Primers anys
Carmen Miranda va néixer a Marco de Canaveses, petita ciutat del nord de Portugal, de pares portuguesos. Va ser la segona filla de José Maria Pinto Cunha (1887 - 1938) i Maria Emília Miranda (1886 - 1971). Poc després del seu naixement, el seu pare, José Maria, emigrà al Brasil i s'instal·là a Rio de Janeiro, que en aquell temps era la capital de Brasil, on va obrir una barberia. El 1910 la seva dona el va seguir, juntament amb la seva filla gran, Olinda, i Carmen. Carmen no va retornar mai a Portugal. Una vegada al Brasil, els seus pares van tenir altres fills, Amaro (1911), Cecília (1913), Aurora (1915 - 2005) i Oscar (1916).
Miranda va anar a escola al Convent de santa Teresa de Lisieux. Els seus pares, molt catòlics, no van aprovar els seus somnis d'introduir-se al món d'espectacle, per això ho va mantenir en secret durant anys. En el seu temps lliure, va cantar sovint a festes i festivals al voltant de la ciutat. La germana de Carmen, Olinda, va contraure la tuberculosi i va retornar a Portugal pel tractament. Carmen va aconseguir la seva primera feina, en una botiga de corbates a l'edat de 14 anys, per ajudar a pagar el tractament mèdic de la seva germana. Més tard va treballar en una boutique, La Femme Chic, on va aprendre a fer barrets. En poc temps, va començar el seu propi petit negoci de barrets, que va ser bastant profitós. Olinda, mentrestant, restà a Portugal fins a la seva mort el 1931.

### Carrera
No va trigar gaire a ser descoberta i va començar a cantar en una emissora de ràdio local. Finalment, Carmen va signar un contracte amb RCA Records. Una cosa va portar a l'altra, i durant deu anys va fer carrera com a cantant de samba abans de ser convidada per a presentar-se en un espectacle a Broadway. Al voltant de 1938, ja era una autèntica superstar al Brasil. Mentrestant amb altres cantants populars d'aquella època, Carmen finalment va fer el seu camí al món del cinema. Va fer el seu debut en el documental brasiler «A Voz do Carnaval» (1933). Dos anys més tard, Miranda aparegué en el seu primer llargmetratge, titulat «Alô, Alô Brasil». Però solament amb la pel·lícula «Estudantes» de 1935, va aconseguir consolidar-se en la ment del públic cinèfil.

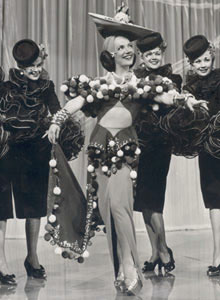
Carmen Miranda a The Gang's All Here (1943)

Carmen va arribar als Estats Units el 1939 amb la seva banda, el «Bando da Lua», acompanyada del compositor i pianista, Oswaldo Gogliano i va a aconseguir l'estrellat a l'inici de la dècada del 1940. Va ser recolzada pel govern dels Estats Units en la seva carrera estatunidenca com a part de la Política de bon veïnatge del president Roosevelt, projectada per a enfortir els llaços amb l'Amèrica Llatina i Europa; es creia que sent transmesa a través de persones com ella, la política seria més ben rebuda pel públic. Per diversos anys en la dècada del 1940, ella va ser la dona més ben pagada a la indústria de l'entreteniment estatunidenca, guanyant més de 200.000 dòlars el 1945, d'acord amb els registres del IRS (Internal Revenue Service).
Contra la voluntat dels seus pares, es va casar el 17 de març de 1947 amb un estatunidenc, David Sebastian, productor de pel·lícules fracassat. Ell immediatament va assumir el lloc d'«agent» d'ella i va ser el responsable de molts negocis fracassats. Bevedor empedreït, va fer que Carmen passés també a beure i se l'acusa d'haver-la dut a la ruïna. El 1948 Carmen va quedar embarassada, però va sofrir un avortament després d'un show. Les noces van durar només uns quants mesos, però Carmen, que era catòlica, no va acceptar el divorci. La seva germana Aurora va declarar posteriorment en el documental Bananas is My Business que «ell era molt rude, fins i tot la va copejar moltes vegades. El casament va ser un gravamen en la vida d'ella; ell s'hi va casar només pels diners. La nostra família no li va agradar».
Carmen va fer catorze pel·lícules a Hollywood entre 1940 i 1953 i era anomenada «The Brazilian Bombshell». La seva imatge hollywoodiana era la de la llatinitat genèrica, que va enfosquir les distincions entre Brasil, Argentina i Mèxic, així com entre samba, tango i havanera. La imatge creada era estilitzada i excèntricament extravagant. Freqüentment, ella usava sandàlies de plataforma i tocats fets amb fruites, fent-se famosa com «the lady in the tutti-frutti hat» (la dama amb el barret tutti frutti). No obstant això, en certes ocasions, Carmen es presentava descalça a l'escenari, vist que podia moure's més fàcilment així que a sobre sandàlies de plataforma.

## Filmografia

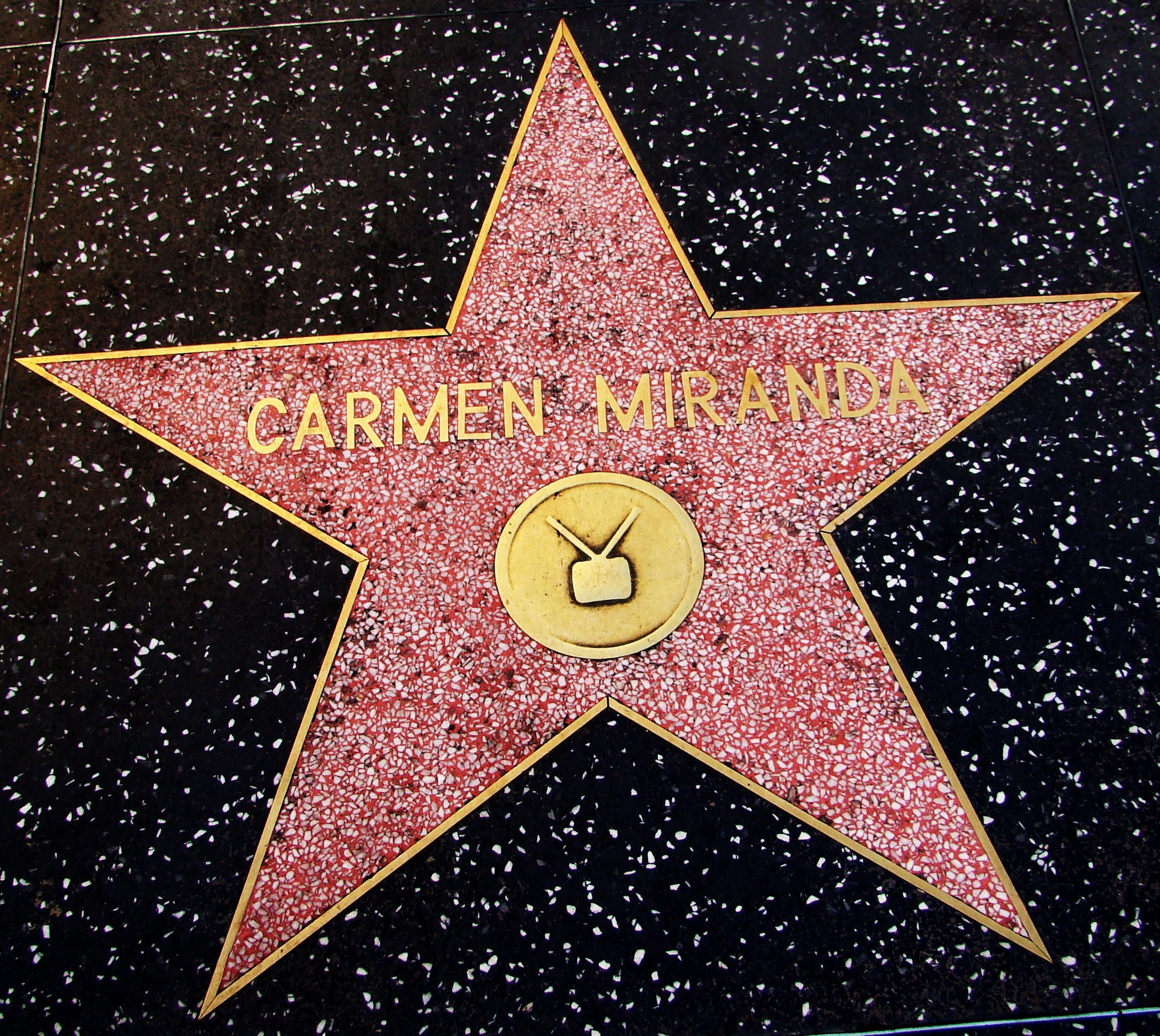
Carmen Miranda al Passeig de la Fama de Hollywood.

### Llargmetratges
| - A Voz do Carnaval (1933) - Alô, Alô, Brasil (1935) - Estudantes (1935) - Alô Alô Carnaval (1936) - Banana-da-Terra (1939) - Laranja-da-China (1940) - Down Argentine Way (1940) - That Night in Rio (1941) - Week-End in Havana (1941) - Springtime in the Rockies (1942) | - The Gang's All Here (1943) - Four Jills in a Jeep (1944) - Greenwich Village (1944) - Something for the Boys (1944) - Doll Face (1946) - If I'm Lucky (1946) - Copacabana (1947) - A Date with Judy (1948) - Nancy Goes to Rio (1950) - Scared Stiff (1953) |

### Curtmetratges
- Meet the Stars #5: Hollywood Meets the Navy (1941)
- The All-Star Bond Rally (1945)
- Carmen Miranda: Bananas is my Business (1955) - Documental